# 카사그란데 가족
카사그란데 가족(영어: The Casagrandes)은 미국의 애니메이션과 링컨의 집에서 살아남기의 스핀오프. 2019년 10월 14일부터 2022년 9월 30일까지 방영했던 애니메이션이다.

## 출시일
- 2019년 10월 14일 (미국)
- 2020년 4월 6일 (한국)

## 목소리 출연
- 김자연: 로니 앤 산티아고
- 김정훈: 바비 산티아고, 카를로스 시니어
- 이지현: 마리아 산티아고, 칼리토스 카사그란데
- 황창영: 알트로 산티아고
- 정혜원: 카를로타 산티아고, 카를로스 주니어, 아델레이드 창
- 김연우: 칼 카사그란데
- 김혜성: 핵터 카사그란데
- 양정화: 로사 카사그란데, 링컨 라우드
- 류점희: 프리다 카사그란데
- 이재현: 시드 창
- 여민정: 로리 라우드

## 에피소드 목록
- 시즌 1
- 1. 외삼촌의 비밀(Going Overboard!)/개 산책 아르바이트(Walk Don't Run)
- 2. 클럽 활동(The Two of Clubs)/엄마와의 데이트(Vacation Daze)
- 3. 로니 앤과 핼러윈 파티(New Haunts)/죽은자의 날(Croaked!)
- 4. 간식 사먹기 대작전(Snack Pact)/공포의 별점(The Horror-Scope)
- 5. 씨제이와 해적쇼(Arr in the Family)/지갑의 유혹(Finders Weepers)
- 6. 시험은 무서워(Stress Test)/동물원에 간 칼(How to Train Your Carl)
- 7. 로니앤의 이유있는 반항(Operation Dad)
- 8. 피자 기념일(Flee Market)/로니앤 아니면 싫어!(Copy Can't!)
- 9. 할머니의 비밀 작전(Away Game)/쿠쿠이 투어(Monster Cash)

## 같이 보기
- 트와이스
- 링컨의 집에서 살아남기
- ITZY